# Goetheanizm
Goetheanizm oznacza całościowo zorientowaną metodykę nauki, określenie to jest powszechnie stosowane w antropozofii oraz w pedagogice waldorfskiej. Działalność badawcza według goetheanizmu dąży do połączenia metod doświadczalnych z holistycznym pojmowaniem świata.
Jako paradygmatyczne uzasadnienie takiej metodyki są wykorzystywane prace naukowe Johanna Wolfganga von Goethego (1749-1832). Podstawy teoretyczne goetheanizmu opracował Rudolf Steiner jako wydawca i komentator przyrodniczych prac naukowych Goethego (1883–1897) oraz jako autor pracy Teoria poznania w światopoglądzie Goethego (Erkenntnistheorie der Goetheschen Weltanschauung) (1886).

## Goethe jako przyrodnik i epistemolog
Konrad Rudnicki objaśniał metodykę Goethego jak następuje:

Johann Wolfgang von Goethe uważany jest przede wszystkim za poetę, który oprócz tego opublikował pewne rozprawy naukowe. Natomiast sam twórca uważał się za przyrodnika, który w wolnym czasie pisuje wiersze. Większość prac naukowych Goethego to drobne przyczynki. Najważniejszymi okazały się jednak nie wyniki jego prac, ale metodyka, którą stosował i stojąca w jej tle metodologia oparta na zupełnie odmiennie ustawionej teorii poznania. Współcześni goetheaniści to naukowcy pracujący w oparciu o te idee i posługujący się w badaniach nie tylko kryterium użyteczności (paradygmaty!), ale również prawdziwości.

## Fenomeny podstawowe
Wyjaśnianie naukowe w sensie goetheanistycznym według K. Rudnickiego, polega na sprowadzaniu złożonych postrzeżeń, obserwowanych zjawisk do tak zwanych fenomenów podstawowych, które mogą, choć nie muszą należeć do dziedziny zjawisk zmysłowych. Poszukiwanie najprostszych zjawisk i rozkładanie na nie zjawisk bardziej skomplikowanych jest uważane przez goetheanistę za istotę pracy naukowej we wszelkich dziedzinach.